# Escuela de Derecho James E. Beasley

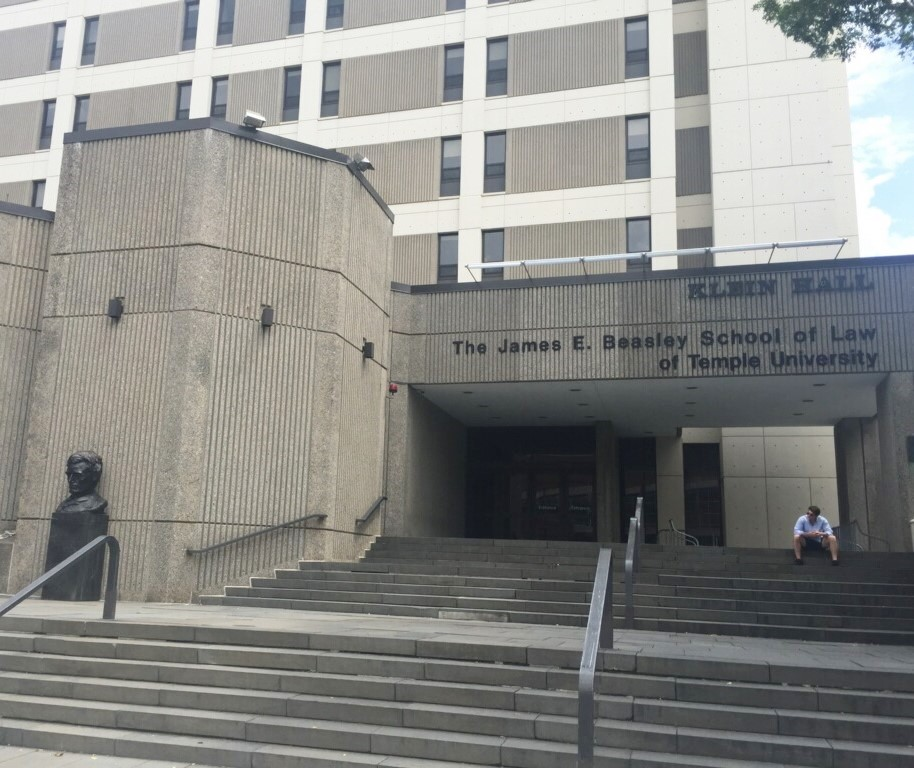
Klein Hall - Facultad de Derecho James E. Beasley

La Escuela de Derecho James E. Beasley es la escuela de derecho de la Universidad del Temple, situada en Filadelfia, Estados Unidos. Originalmente llamado "La Escuela de Derecho de la Universidad de Filadelfia Temple", la Escuela de Derecho pasó a llamarse "La Escuela de Derecho de la Universidad de Temple" en 1910. En reconocimiento de un regalo de una mayor dotación de James E. Beasley, un graduado de la facultad de derecho y famosos abogado de Filadelfia, la Junta de Síndicos de Temple cambió el nombre oficial de la Facultad de Derecho en 1999 a la de James E. Beasley Facultad de Derecho de la Universidad de Temple. Su más importante presidente fue Peter J. Liacouras-
En julio de 2006, la Facultad de Derecho tenía la segunda mayor tasa de pasaje de Pennsylvania Bar, examen de cualquier escuela de leyes de Pensilvania. La versión 2010 de los Estados Unidos News & World Reports clasificó a Beasley Facultad de Derecho de 2º a nivel nacional en el Trial Advocacy, 7º en la escritura legal, y 15º en el Derecho Internacional.